# Tâm lý học giáo dục
Tâm lý học giáo dục là một nhánh của tâm lý học liên quan đến việc nghiên cứu khoa học của việc học tập của con người. Nghiên cứu về các quá trình học tập, từ cả quan điểm nhận thức và hành vi, cho phép các nhà nghiên cứu hiểu được sự khác biệt cá nhân trong trí thông minh, phát triển nhận thức, ảnh hưởng, động lực, khả năng tự điều chỉnh và tự khái niệm, cũng như vai trò của các yếu tố này trong việc học tập. Lĩnh vực tâm lý giáo dục phụ thuộc rất nhiều vào các phương pháp định lượng, bao gồm kiểm tra và đo lường, để tăng cường các hoạt động giáo dục liên quan đến thiết kế giảng dạy, quản lý lớp học và đánh giá, nhằm phục vụ cho quá trình học tập trong các môi trường giáo dục khác nhau trong suốt thời gian sống.
Tâm lý giáo dục một phần có thể được hiểu thông qua mối quan hệ của nó với các ngành khác. Nó được liên hệ chủ yếu với tâm lý học, mang một mối quan hệ với ngành học đó tương tự như mối quan hệ giữa y học và sinh học. Nó cũng được liên hệ với khoa học thần kinh. Tâm lý giáo dục lần lượt có liên hệ với một loạt các chuyên ngành trong nghiên cứu giáo dục, bao gồm thiết kế hướng dẫn, công nghệ giáo dục, phát triển chương trình giảng dạy, học tập có tổ chức, giáo dục đặc biệt, quản lý lớp học và động lực học sinh. Tâm lý giáo dục vừa rút ra và đóng góp cho khoa học nhận thức và khoa học học tập. Trong các trường đại học, các khoa tâm lý giáo dục thường được đặt trong các khoa giáo dục, có thể là nguyên nhân của việc thiếu các tác phẩm đại diện cho nội dung tâm lý giáo dục trong sách giáo khoa giới thiệu tâm lý học.
Lĩnh vực tâm lý học giáo dục bao gồm nghiên cứu về trí nhớ, các quá trình tạo khái niệm và sự khác biệt cá nhân (thông qua tâm lý học nhận thức) trong việc khái niệm các chiến lược mới cho quá trình học tập ở người. Tâm lý học giáo dục đã được xây dựng dựa trên các lý thuyết về điều hòa hoạt động, chủ nghĩa chức năng, chủ nghĩa cấu trúc, chủ nghĩa xây dựng, tâm lý học nhân văn, tâm lý học Gestalt và xử lý thông tin.
Tâm lý giáo dục đã chứng kiến sự tăng trưởng và phát triển nhanh chóng như một nghề nghiệp trong hai mươi năm qua. Tâm lý học trường học bắt đầu với khái niệm kiểm tra trí thông minh dẫn đến các điều khoản dành cho sinh viên giáo dục đặc biệt, những người không thể theo chương trình giảng dạy trên lớp thường xuyên vào đầu thế kỷ 20.  Tuy nhiên, "tâm lý học trường học" tự nó đã xây dựng nên một nghề khá mới dựa trên thực tiễn và lý thuyết của một số nhà tâm lý học trong nhiều lĩnh vực khác nhau. Các nhà tâm lý học giáo dục đang làm việc sát cánh với các bác sĩ tâm thần, nhân viên xã hội, giáo viên, nhà trị liệu ngôn ngữ và ngôn ngữ, và nhà tư vấn để cố gắng hiểu các câu hỏi được đưa ra khi kết hợp tâm lý học hành vi, nhận thức và xã hội vào trong bối cảnh lớp học.

## Lịch sử

### Những năm đầu
Tâm lý giáo dục là một lĩnh vực nghiên cứu khá mới và đang phát triển. Mặc dù nó có thể có từ thời Plato và Aristotle, tâm lý giáo dục không được coi là một thực tiễn cụ thể. Việc dạy và học hàng ngày trong đó các cá nhân phải suy nghĩ về sự khác biệt cá nhân, đánh giá, phát triển, bản chất của một môn học được dạy, giải quyết vấn đề và chuyển giao việc học là khởi đầu cho lĩnh vực tâm lý giáo dục. Những chủ đề này rất quan trọng đối với giáo dục và do đó, chúng rất quan trọng trong việc hiểu nhận thức, học tập và nhận thức xã hội của con người.

#### Plato và Aristotle
Tâm lý giáo dục bắt nguồn từ thời Aristotle và Plato. Plato và Aristotle đã nghiên cứu sự khác biệt cá nhân trong lĩnh vực giáo dục, đào tạo cơ thể và trau dồi các kỹ năng vận động tâm lý, hình thành tính cách tốt, khả năng và giới hạn của giáo dục đạo đức. Một số chủ đề giáo dục khác mà họ nói đến là những tác động của âm nhạc, thơ ca và các nghệ thuật khác đối với sự phát triển của cá nhân, vai trò của giáo viên và mối quan hệ giữa giáo viên và học sinh. Plato coi việc tiếp thu kiến thức là một khả năng bẩm sinh, phát triển thông qua kinh nghiệm và sự hiểu biết về thế giới. Quan niệm về nhận thức của con người đã phát triển thành một cuộc tranh luận liên tục về tự nhiên so với nuôi dưỡng trong việc hiểu điều hòa và học tập ngày nay. Aristotle quan sát hiện tượng "liên kết". Bốn luật liên kết của ông bao gồm sự kế thừa, sự liên tục, sự tương đồng và sự tương phản. Các nghiên cứu của ông đã kiểm tra khả năng nhớ lại những gì được học và tạo điều kiện cho quá trình học tập.

#### John Locke
John Locke được coi là một trong những nhà triết học có ảnh hưởng nhất ở châu Âu thời hậu phục hưng, một khoảng thời gian bắt đầu vào khoảng giữa những năm 1600. Locke được coi là "Cha đẻ của Tâm lý học Anh". Một trong những tác phẩm quan trọng nhất của Locke được viết vào năm 1690, được đặt tên là An Essay Concerning Human Understanding. Trong bài luận này, ông đã giới thiệu thuật ngữ "tabula rasa" có nghĩa là "tờ giấy trắng." Locke giải thích rằng việc học chỉ đạt được thông qua kinh nghiệm và tất cả chúng ta đều được sinh ra mà không có kiến thức.
Ông tiếp theo bằng cách đối lập lý thuyết về quá trình học tập bẩm sinh của Plato. Locke tin rằng tâm trí được hình thành bởi kinh nghiệm, không phải ý tưởng bẩm sinh. Locke giới thiệu ý tưởng này là "chủ nghĩa kinh nghiệm", hoặc hiểu rằng kiến thức chỉ được xây dựng dựa trên kiến thức và kinh nghiệm.
Vào cuối những năm 1600, John Locke đã đưa ra giả thuyết rằng mọi người học tập chủ yếu từ các lực lượng bên ngoài. Ông tin rằng tâm trí giống như một tờ giấy trắng (tabula rasa), và những thành công của những ấn tượng đơn giản làm nảy sinh những ý tưởng phức tạp thông qua sự liên kết và suy ngẫm. Locke được coi là đã thành lập " chủ nghĩa kinh nghiệm " như một tiêu chí để kiểm tra tính hợp lệ của kiến thức, do đó cung cấp một khung khái niệm để phát triển phương pháp thực nghiệm sau này trong khoa học tự nhiên và xã hội.

### Trước năm 1890
Các triết gia giáo dục như Juan Vives, Johann Pestalozzi, Friedrich Fröbel và Johann Herbart đã xem xét, phân loại và đánh giá các phương pháp giáo dục trong nhiều thế kỷ trước khi có bộ môn tâm lý học vào cuối những năm 1800.

#### Juan Vives
Juan Vives (1493-1540) đề xuất cảm ứng là phương pháp nghiên cứu và tin tưởng vào việc quan sát và điều tra trực tiếp nghiên cứu về tự nhiên. Các nghiên cứu của ông tập trung vào học tập mang tính nhân văn, chống lại chủ nghĩa kinh viện và bị ảnh hưởng bởi nhiều nguồn khác nhau bao gồm triết học, tâm lý học, chính trị, tôn giáo và lịch sử. Ông là một trong những nhà tư tưởng nổi bật đầu tiên nhấn mạnh rằng vị trí của một trường học rất quan trọng đối với việc học. Ông đề nghị rằng một trường học nên được đặt cách xa những nơi gây tiếng ồn; chất lượng không khí phải tốt và cần có nhiều thức ăn cho học sinh và giáo viên.  Vives nhấn mạnh tầm quan trọng của việc hiểu sự khác biệt cá nhân của các sinh viên và đề nghị thực hành như một công cụ quan trọng cho việc học tập.
Vives đã giới thiệu những ý tưởng giáo dục của mình trong bài viết của mình, "De anima et vita" vào năm 1538. Trong ấn phẩm này, Vives khám phá triết lý đạo đức như một bối cảnh cho lý tưởng giáo dục của mình; với điều này, ông giải thích rằng các phần khác nhau của linh hồn (tương tự như ý tưởng của Aristotle) mỗi người chịu trách nhiệm cho các hoạt động khác nhau, có chức năng riêng biệt. Cuốn sách đầu tiên bao gồm các "linh hồn" khác nhau: "Linh hồn thực vật;" đây là linh hồn của dinh dưỡng, tăng trưởng và sinh sản, "Linh hồn nhạy cảm", bao gồm năm giác quan bên ngoài; "Linh hồn đồng nhất", bao gồm các giác quan bên trong và các cơ sở nhận thức. Cuốn sách thứ hai liên quan đến các chức năng của linh hồn hợp lý: tâm trí, ý chí và trí nhớ. Cuối cùng, cuốn sách thứ ba giải thích việc phân tích cảm xúc.

#### Johann Pestalozzi
Johann Pestalozzi (1746-1827), một nhà cải cách giáo dục Thụy Sĩ, nhấn mạnh đến đứa trẻ hơn là nội dung của giáo trình tại trường học. Pestalozzi thúc đẩy một cuộc cải cách giáo dục được hỗ trợ bởi ý tưởng rằng giáo dục sớm là rất quan trọng đối với trẻ em và có thể quản lý được đối với các bà mẹ. Cuối cùng, kinh nghiệm này với giáo dục sớm sẽ dẫn đến một "người lành mạnh có đạo đức". Pestalozzi đã được thừa nhận đã mở các tổ chức giáo dục, viết sách cho giáo dục tại nhà của mẹ và sách tiểu học cho học sinh, chủ yếu tập trung vào cấp mẫu giáo. Trong những năm cuối đời, ông đã xuất bản sách hướng dẫn giảng dạy và phương pháp giảng dạy.
Trong thời kỳ Khai sáng, lý tưởng của Pestalozzi đã giới thiệu "giáo dục hóa". Điều này tạo ra cầu nối giữa các vấn đề xã hội và giáo dục bằng cách đưa ra ý tưởng về các vấn đề xã hội sẽ được giải quyết thông qua giáo dục. Horlacher mô tả ví dụ nổi bật nhất về điều này trong Thời kỳ Khai sáng là "cải tiến phương thức sản xuất nông nghiệp".

#### Johann Herbart
Johann Herbart (1776-1841) được coi là cha đẻ của tâm lý học giáo dục. Ông tin rằng việc học bị ảnh hưởng do hứng thú với môn học và giáo viên.  Ông nghĩ rằng các giáo viên nên xem xét trạng thái tinh thần hiện có của học sinh, những gì họ đã biết về cách thức khi trình bày thông tin hoặc tài liệu mới.  Herbart đã đưa ra những gì được gọi là các bước chính thức. 5 bước mà giáo viên nên sử dụng là:
1. Xem lại tài liệu đã được học sinh học trước đó [13]
2. Chuẩn bị cho học sinh tài liệu mới bằng cách cung cấp cho họ một cái nhìn tổng quan về những gì họ đang học tiếp theo
3. Trình bày tài liệu mới.
4. Liên hệ tài liệu mới với tài liệu cũ đã được học qua.
5. Chỉ ra cách học sinh có thể áp dụng tài liệu mới và cho học sinh biết nội dung họ sẽ học tiếp theo.

### 1890-1920
Có ba nhân vật chính trong tâm lý giáo dục trong giai đoạn này: William James, G. Stanley Hall và John Dewey. Ba người đàn ông này nổi bật trong tâm lý học nói chung và tâm lý giáo dục, vốn đã có sự chồng chéo nhau đáng kể vào cuối thế kỷ 19.

#### William James (1842-1910)

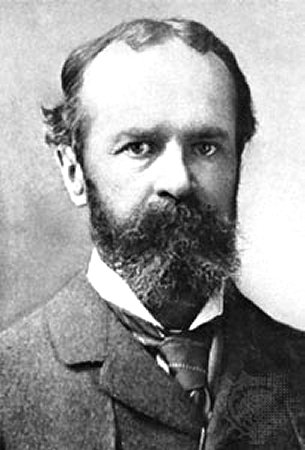
William James

Thời kỳ 1890-1920 được coi là kỷ nguyên vàng của tâm lý giáo dục nơi những khát vọng của ngành học mới dựa trên việc áp dụng các phương pháp khoa học quan sát và thử nghiệm vào các vấn đề giáo dục. Từ 1840 đến 1920 37 triệu người nhập cư vào Hoa Kỳ. Điều này tạo ra một sự mở rộng của các trường tiểu học và trung học. Sự gia tăng nhập cư cũng cung cấp cho các nhà tâm lý học giáo dục cơ hội sử dụng kiểm tra trí thông minh để sàng lọc người nhập cư tại Đảo Ellis.  Darwinism ảnh hưởng đến niềm tin của các nhà tâm lý học giáo dục nổi tiếng.  Ngay cả trong những năm đầu tiên của ngành học, các nhà tâm lý học giáo dục đã nhận ra những hạn chế của phương pháp mới này. Nhà tâm lý học tiên phong người Mỹ William James nhận xét rằng: 
Psychology is a science, and teaching is an art; and sciences never generate arts directly out of themselves. An intermediate inventive mind must make that application, by using its originality".

 James là cha đẻ của ngành tâm lý học ở Mỹ nhưng ông cũng có những đóng góp cho tâm lý giáo dục. Trong loạt bài giảng nổi tiếng của mình Nói về giáo viên về tâm lý học, xuất bản năm 1899, James định nghĩa giáo dục là "tổ chức các thói quen ứng xử và khuynh hướng ứng xử".  Ông nói rằng giáo viên nên "huấn luyện học sinh có hành vi tương ứng"  để phù hợp với thế giới xã hội và thể chất. Giáo viên cũng nên nhận ra tầm quan trọng của thói quen và bản năng. Họ nên trình bày thông tin rõ ràng và thú vị và liên quan thông tin và tài liệu mới này với những điều người học đã biết.  Ông cũng giải quyết các vấn đề quan trọng như sự chú ý, trí nhớ và việc liên kết các ý tưởng.

#### Alfred Binet
Alfred Binet đã xuất bản tác phẩm Mental Fatigue (Mệt mỏi tinh thần) vào năm 1898, trong đó ông đã cố gắng áp dụng phương pháp thử nghiệm vào tâm lý giáo dục. Trong phương pháp thí nghiệm này, ông đã ủng hộ hai loại thí nghiệm, thí nghiệm được thực hiện trong phòng thí nghiệm và thí nghiệm được thực hiện trong lớp học. Năm 1904, ông được bổ nhiệm làm Bộ trưởng Bộ Giáo dục Công cộng.  Đây là khi anh bắt đầu tìm cách phân biệt trẻ em bị khuyết tật phát triển.  Binet ủng hộ mạnh mẽ các chương trình giáo dục đặc biệt vì ông tin rằng "sự bất thường" có thể được chữa khỏi.  Bài kiểm tra Binet-Simon là bài kiểm tra trí thông minh đầu tiên và là bài kiểm tra đầu tiên để phân biệt giữa "trẻ bình thường" và những trẻ bị khuyết tật về phát triển.  Binet tin rằng điều quan trọng là nghiên cứu sự khác biệt cá nhân giữa các nhóm tuổi và trẻ em cùng tuổi.  Ông cũng tin rằng điều quan trọng là giáo viên phải tính đến các điểm mạnh của từng học sinh và cả nhu cầu của lớp học khi giảng dạy và tạo ra một môi trường học tập tốt.  Ông cũng tin rằng điều quan trọng là đào tạo giáo viên về quan sát để họ có thể thấy sự khác biệt cá nhân ở trẻ em và điều chỉnh chương trình giảng dạy cho học sinh.  Binet cũng nhấn mạnh rằng thực hành vật liệu là quan trọng. Năm 1916, Lewis Terman đã sửa đổi Binet-Simon để điểm trung bình luôn là 100. Bài kiểm tra được biết đến với cái tên Stanford-Binet và là một trong những bài kiểm tra trí thông minh được sử dụng rộng rãi nhất. Terman, không giống như Binet, quan tâm đến việc sử dụng bài kiểm tra trí thông minh để xác định những đứa trẻ có năng khiếu có trí thông minh cao.  Trong nghiên cứu dài hạn về những đứa trẻ có năng khiếu, người được biết đến với tên Termites, Terman nhận thấy rằng những đứa trẻ có năng khiếu trở thành những người lớn có năng khiếu.

#### Edward Thorndike
Edward Thorndike (1874-1949) ủng hộ phong trào khoa học trong giáo dục. Ông dựa trên thực tiễn giảng dạy về bằng chứng thực nghiệm và đo lường. Thorndike đã phát triển lý thuyết về điều kiện của việc hướng dẫn học tập hoặc quy luật hiệu lực. Quy luật hiệu lực quy định rằng các hiệp hội được tăng cường khi nó được theo sau bởi một cái gì đó vừa lòng và các hiệp hội bị suy yếu khi theo sau bởi một cái gì đó không vừa lòng. Ông cũng nhận thấy rằng việc học được thực hiện từng chút một hoặc tăng dần, học tập là một quá trình tự động và tất cả các nguyên tắc học tập áp dụng cho tất cả các động vật có vú. Nghiên cứu của Thorndike với Robert Woodworth về lý thuyết chuyển đổi cho thấy việc học một môn học sẽ chỉ ảnh hưởng đến khả năng học tập khác của bạn nếu các môn học tương tự nhau.  Khám phá này dẫn đến việc ít chú trọng đến việc học kinh điển bởi vì họ thấy rằng nghiên cứu kinh điển không đóng góp cho trí thông minh chung.  Thorndike là một trong những người đầu tiên nói rằng sự khác biệt cá nhân trong các nhiệm vụ nhận thức là do có bao nhiêu kiểu phản ứng kích thích mà một người có chứ không phải là khả năng trí tuệ nói chung.  Ông đã đóng góp từ điển từ dựa trên cơ sở khoa học để xác định các từ và định nghĩa được sử dụng.  Các từ điển là người đầu tiên đưa vào xem xét mức độ trưởng thành của người dùng.  Ông cũng tích hợp hình ảnh và hướng dẫn phát âm dễ dàng hơn vào mỗi định nghĩa.  Thorndike đóng góp sách số học dựa trên lý thuyết học tập. Ông đã làm cho tất cả các vấn đề trở nên thực tế hơn và phù hợp hơn với những gì đang được nghiên cứu, không chỉ để cải thiện trí thông minh nói chung.  Ông đã phát triển các bài kiểm tra được chuẩn hóa để đo lường hiệu suất trong các môn học liên quan đến trường.  Đóng góp lớn nhất của ông trong thử nghiệm là thử nghiệm trí thông minh CAVD sử dụng phương pháp tiếp cận đa chiều đối với trí thông minh và lần đầu tiên sử dụng thang đo tỷ lệ.  Công việc sau này của ông là dạy học được lập trình, học chuyên sâu và học tập dựa trên máy tính: 
If, by a miracle of mechanical ingenuity, a book could be so arranged that only to him who had done what was directed on page one would page two become visible, and so on, much that now requires personal instruction could be managed by print.

#### John Dewey
John Dewey (1859-1952) có ảnh hưởng lớn đến sự phát triển giáo dục tiến bộ ở Hoa Kỳ. Ông tin rằng lớp học nên chuẩn bị cho trẻ em trở thành những công dân tốt và tạo điều kiện cho trí thông minh sáng tạo. Ông thúc đẩy việc tạo ra các lớp học thực tế có thể được áp dụng bên ngoài trường học.  Ông cũng nghĩ rằng giáo dục nên hướng đến sinh viên, không phải hướng đối tượng. Đối với Dewey, giáo dục là một kinh nghiệm xã hội giúp gắn kết nhiều thế hệ con người. Ông tuyên bố rằng sinh viên học bằng cách làm. Ông tin vào một tâm trí tích cực có thể được giáo dục thông qua quan sát, giải quyết vấn đề và tìm hiểu. Trong cuốn sách năm 1910, How We Think, ông nhấn mạnh rằng tài liệu nên được cung cấp theo cách kích thích và thú vị cho sinh viên vì nó khuyến khích suy nghĩ ban đầu và giải quyết vấn đề. Ông cũng tuyên bố rằng tài liệu học tập nên liên quan đến kinh nghiệm của chính học sinh.  
"The material furnished by way of information should be relevant to a question that is vital in the students own experience"